# Sezkî, Icinea
Sezkî (în ucraineană Сезьки) este localitatea de reședință a comunei Sezkî din raionul Icinea, regiunea Cernihiv, Ucraina.

## Demografie
Componența lingvistică a localității Sezkî
     Ucraineană (95,47%)
     Rusă (4,53%)
Conform recensământului din 2001, majoritatea populației localității Sezkî era vorbitoare de ucraineană (95,47%), existând în minoritate și vorbitori de rusă (4,53%).